# Opel 35/40 PS
Der Opel 35/40 PS war ein PKW der Oberklasse, den die Adam Opel KG von 1905 bis 1906 baute.

## Geschichte und Technik
Der 35/40 PS war größer als der ein Jahr zuvor vorgestellte 30/32 PS. Damit deckte der damals größte Opel das obere Segment der Oberklasse ab. Als „Opel Motorwagen“ war er bereits nach Opels eigener Konstruktion gefertigt.
Der Motor war ein aus zwei Blöcken zusammengesetzter Vierzylinder-Blockmotor mit 6872 cm³ Hubraum (Bohrung × Hub = 125 mm × 140 mm), der 40 PS (29 kW) bei 1500/min. leistete. Der seitengesteuerte Motor mit T-Kopf war wassergekühlt. Der Kolbenschiebervergaser besaß eine Vorwärmung des Kraftstoff-Luft-Gemisches. Jeder Zylinder hatte zwei Zündkerzen, wobei jeweils eine von einer Batteriezündung und die jeweils andere von einer Magnetzündung gespeist wurde. Die Motorleistung wurde über eine Metallkonuskupplung, ein manuelles Vierganggetriebe und eine Kardanwelle an die Hinterachse weitergeleitet.
Der Rahmen war aus Stahlprofilen zusammengesetzt und mit Holz armiert. Die beiden Starrachsen waren an halbelliptischen Längsblattfedern aufgehängt. Die Betriebsbremse war als wassergekühlte Bandbremse ausgeführt, die auf die Getriebeausgangswelle wirkte. Die Handbremse wirkte auf die Trommeln an den Hinterrädern.
Verfügbar war der 35/40 PS als zweisitziger Phaeton, als viersitziger Doppelphaeton und als viertürige Limousine. Mit dem billigsten Aufbau (Phaeton) kostete er 17.000 RM.
Der 35/40 PS wurde bis Ende 1906 gebaut. Dann löste ihn der größere 25/40 PS ab.